# Aeroportul Elim
Aeroportul Elim (IATA: ELI, ICAO: PFEL, FAA LID: ELI) este un aeroport din Alaska, Statele Unite ale Americii ce deservește zona Elim⁠(d). Aeroportul a fost tranzitat în 2019 de 5.374 de pasageri. A fost numit după zona deservită.
Situat la o altitudine de 49 m, aeroportul dispune de 1 pistă. Este operat de Alaska Department of Transportation & Public Facilities⁠(d).

## Infrastructură

### Piste
Aeroportul dispune de o singură pistă. Pista 01/19 are dimensiunile 3.401 picioare × 60 picioare. 